# آيت والال (إكنيون)
آيت والال هي إحدى مشيخات المملكة المغربية، تتبع جغرافيا لإقليم تنغير وإداريًا لإكنيون. يقدر عدد سكانها بـ 9060 نسمة حسب الإحصاء الرسمي للسكان والسكنى لسنة 2004.